# Fiutek (poseł)
Fiutek (imię nieznane) – polski polityk i działacz społeczny, poseł do Krajowej Rady Narodowej (1944–?). 
Został dokooptowany do Krajowej Rady Narodowej w lipcu 1944 na prośbę Zarządu Głównego Związku Patriotów Polskich w ZSRR.